# Q大道
《Q大道》（Avenue Q），是一部以布偶和人類演員為主角的音樂喜劇，由勞勃·洛培茲與傑夫·馬克斯作詞作曲，以及傑夫·惠提編劇。
該劇於2003年3月19日在外百老匯Vineyard戲院首演，立即贏得了熱烈的喝采，檔期數度延長。稍後於同年7月份登上了百老匯John Golden戲院的舞台，造成了更大的轟動。它在2004年的東尼獎獲得包括最佳音樂劇、劇本、詞曲、男女主角等六項提名，最後風光的奪下了最佳音樂劇、最佳音樂劇編劇和最佳音樂劇詞曲等三項大獎。
直到今天，該劇仍然在紐約百老匯，以及倫敦西區戲院長期演出。《Q大道》的中文普通話版於2015年2月6日在中國上海首演，由於反應熱烈，更加開免費公益演出2場。

## 背景
雖然沒有任何的官方文件承認或是正式授權，《Q大道》明顯地是以相當著名的兒童節目《芝麻街》為藍本的的音樂劇。有些角色和《芝麻街》的角色相當類似，例如洛德與尼克與《芝麻街》中的恩尼及畢特相似，此外脆奇怪獸相當類似餅乾怪獸。《Q大道》的時間設定是現在，地點則是紐約外圍的Q大道，實際上並沒有這樣的一條街。而部份角色是由演員操作布偶來演出，或是由一般的演員演出，操作布偶的演員並未刻意隱藏，演員與布偶兩者之間的表情互動是本劇的一大特色，偶而也會在劇場的電視螢幕播放一小段影片。與兒童節目《芝麻街》最大的差別是：這齣戲討論了相當多辛辣敏感的成人話題，並不適合兒童觀賞。

## 角色
- 普林斯頓（Princeton）：剛剛從大學畢業，拿到英語學士的徬徨畢業生
- 凱蒂怪獸（Kate Monster）：幼稚園教師，希望能開辦一家怪獸學校
- 洛德（Rod）：在銀行工作，共和黨員，同時也是個還沒有出櫃的同性戀者
- 尼克（Nicky）：洛德的室友。異性戀者。
- 脆奇怪獸（Trekkie Monster）：每天在網路上瀏覽色情網站
- 露西蕩婦（Lucy the Slut）：風騷淫蕩的夜店歌手，通常由凱蒂怪獸同一演員操作
- 蓋瑞·寇曼（Gary Coleman）：一名真實人物：早已過氣的黑人童星，在劇中是一名公寓管理員。由真人演出（女演員反串）。儘管蓋瑞·寇曼本人在2010年去世，角色還是被保留下來，但對白則稍有改動。
- 布萊恩（Brian）：猶太人，三十二歲仍然失業中，有個日裔的未婚妻，由真人演出。
- 聖誕夜（Christmas Eve）：布萊恩的日裔未婚妻，由真人演出。
- 提蘇蹄娃女士（Mrs. Thistletwat）：幼稚園長，凱蒂怪獸的上司
- 壞點子熊（The Bad Idea Bears）：兩隻外表可愛，但是不斷出一些邪惡餿主意的小熊

## 剧情及曲目

### 第一幕
Q大道（The Avenue Q Theme）
這齣戲的開場曲目，這一段是電視播放的影片。這是個陽光普照的好天氣，假如你是個孩子，也許可以盡情的嬉戲，但是住在那裡的人們有太多的帳單需要支付，實在輕鬆不起來。儘管他們都很努力的工作，可是薪水實在低得可憐，只能度日如年的等待著每一天結束。他們哪裡也不能去，只能回到自己居住的「Q大道」，跟那裡的朋友們一起設法苦中作樂。
英語系學士能幹嘛？（What Do You Do with a B.A. in English?）
頭戴學士帽、身穿學士服、剛剛大學畢業的普林斯頓出場。他充滿夢想，可是也無比的徬徨：拿到了英國文學的學位，你又能怎樣呢？四年大學的苦讀，換來的只有一張毫無用處的文憑，並沒有得到多少可以實際派上用場的一技之長，如今他還沒有找到工作，這個花花世界對他來說，可真的是令人恐慌的，不過無論如何，他還是決定好好的展開奮鬥。
我真是爛（It Sucks to Be Me）
Q大道這棟公寓其他的房客。他們都抱怨著現實的不如意。布萊恩正在失業中，好不容易找到打工的機會，偏偏沒有多久又被解雇了。大學畢業已經十年，仍然一事無成，他小的時候就立志要當一個電視上的喜劇明星，如今都三十二歲了，夢想在哪裡？凱蒂怪獸也抱怨雖然她還算漂亮聰明，可是為什麼還是找不到男朋友？尼克與洛德也上場加入了抱怨，認為他們才是最悶的人。他們雖然是室友，關係卻似乎不太愉快，至於布萊恩的日本未婚妻聖誕夜，情況也好不到哪裡去。她有著心理治療師的學位與執照，但只因為她是個日本人，根本沒有顧客上門。此時普林斯頓上前自我介紹，表示想要找個住的地方。當然，他早已看過其他地區的房子，可是那些地方的租金實在不是他能夠負擔的，而這裡看來似乎比較便宜，同時又張貼著「出租」的標示，所以他才會找上門來。然後公寓的管理員出場，蓋瑞寇曼。沒錯，就是那個曾經以可愛童星的姿態在電視上走紅過的黑人演員，如今他早已過氣，根本沒有演出的機會，只好認命的在這裡充當公寓管理員。在蓋瑞的協助下，普林斯頓成了這棟公寓最新的房客。
如果你是同性戀（If You Were Gay）
場景來到尼克與洛德的房間。尼克是個逃避兵役的年輕人，在銀行工作的洛德一向西裝筆挺，同時也是個還沒有出櫃的同性戀者。尼克對洛德提起自己剛剛在地下鐵的遭遇，說是有個男人對他搭訕，尼克認為那人一定以為他是同志，這話戳到了洛德的痛處，因此他表示沒有興趣聽。尼克不識相的說，假如你是同志也沒有關係。尼克鼓勵洛德承認他是同志。由於洛德不敢明白表示自己的性向，只能連聲無效的抗議。
目標（Purpose）
普林斯頓發現一枚與他同年出生的幸運銅板。他相信這是一個啟示，決心找出自己來到這個世上的目的。每個人都該有個目的，那就像是一輛加滿油的車子，是能夠讓你不斷向前的原動力，那麼我的目的又是什麼呢？而雖然他此刻仍然毫無頭緒，他仍然決心趁早開始，讓自己確定這一輩子不會白活。當然，公寓裡其他的朋友們也都一樣，希望儘早找出這個神秘問題的答案。
每個人都有點種族歧視（Everyone's a Little Bit Racist）
普林斯頓開始嘗試與其他住客們建立友情。這天，他遇見了凱蒂。凱蒂透漏她的目標是開辦一所專門教育怪獸的學校。普林斯頓順便問：你是凱蒂怪獸，而住在樓上的則是脆奇怪獸，你們兩個都是「怪獸」，你們之間有親戚關係嗎？凱蒂聽了相當不高興，認為普林斯頓是個「種族主義者」凱蒂質問：「在你的眼中，是不是所有的怪獸看起來都一樣呢？」普林斯頓發覺自己失言，趕忙道歉。並且辯稱，凱蒂的夢想「怪獸專門學校」也是一種歧視。正當他們天南地北的談論著種族歧視、管理員蓋瑞寇曼剛好經過，很敏感的認為他們歧視黑人，兩人趕緊努力解釋，此時布萊恩和他的日本未婚妻聖誕夜也加入了討論。他們的結論是：每個人都有點種族歧視。
網際網路是為了色情而存在的（The Internet Is for Porn）
凱蒂得到了一個幼稚園的工作，她可以決定自己的課程。她決定教導孩子們認識網際網路，因為網路實在是太方便了，有了速度超快的線路和數據機，經常可以有意外的發現，找到一些新的網站、吸收許多新的資訊。可是她的寶貝鄰居脆奇怪獸卻不斷的打岔，脆奇怪獸堅稱，網路是為了色情而存在的。凱蒂憤怒的指責他變態，他卻反唇相譏，認為凱蒂根本就是逃避事實。這時，公寓裡其他男性房客們也都表示同感。凱蒂努力的想要證明他們是錯的，這些男性鄰居也是常常使用網路上得種種資源例如拍賣，寄卡片等。脆奇怪獸說，話是沒錯，但你可知道他們接著用網路作什麼？他們連上色情網站，男生們異口同聲的說：網際網路是為了色情而存在的！
自選曲（Mix Tape）
芳心寂寞的凱蒂怪獸，發現自己對普林斯頓相當有好感。她覺得普林斯頓也喜歡她，問題是，普林斯頓的「喜歡」，究竟到了什麼樣的程度呢？是單純的只想當朋友，還是有進一步發展的意願呢？。就在這個時候，普林斯頓來敲門了。他表示，自己在聽CD的時候，不斷發現一些他認為凱蒂應該會喜歡的歌曲，因此特別把那些歌曲轉錄到一卷錄音帶上面，拿來送給凱蒂。凱蒂趕忙檢查一下，錄音帶上的歌曲是否有特別的意義。正當她發現普林斯頓選了好幾首情歌給她，暗暗高興的時候，普林斯頓卻表示自己得走了，因為他還要送其他的自選曲給公寓的每一個房客。凱蒂的心情立刻滑落谷底，原來她只是自作多情！不過，最後普林斯頓邀請凱蒂怪獸到時鐘餐廳，凱蒂興奮的欣然接受。
今天沒有穿內褲（I'm Not Wearing Underwear Today）
那天晚上，他們來到了時鐘餐廳，正好看見布萊恩在台上表演，他努力的逗弄觀眾，說是自己「今天沒有穿內褲」。他的未婚妻聖誕夜聽到這樣的演出，憤怒的要他好好找個真正的工作，然後拂袖而去，讓布萊恩無比的錯愕。
特別（Special）
布萊恩下台之後，輪到一個賣弄風騷的女歌手露西登場，她毫不含蓄的唱道，她可以讓任何一個人感覺自己非常「特別」、彷彿自己真的是個有頭有臉的大人物。她唱著：只要我們兩個在一起，我們可以讓大地震動，所以，寶貝兒，卸下你的武裝吧，等你的女伴上洗手間的時候，我會給你我的名片，我光是用眼睛看看就可以知道，你的弟弟已經因為我而變成硬梆梆了！如此風騷的演出馬上擄獲了現場所有的男性，尤其脆奇怪獸幾乎把持不住。
做愛時，越大聲越好（You Can Be as Loud as the Hell You Want（When You're Makin' Love））
雖然凱蒂雖然有些生氣，但是兩隻壞點子熊設法把她和普林斯頓灌醉，送他們回家，兩人在醉意中毫不含蓄的做了起來，忘情的喊叫著，而蓋瑞寇曼和壞點子熊隔著牆壁偷聽。當凱蒂和普林斯頓驚覺自己可能太大聲的時候，躲在隔壁的蓋瑞趕忙說，哪兒的話，你們繼續吧！壞點子熊也說，最好更大聲一點！蓋瑞表示，這又不是圖書館、博物館和戲院，別假裝你們是在看芭蕾，做愛時，你可以想多大聲就多大聲！而在這個同時，布萊恩與聖誕夜這對未婚夫妻也加入戰局，還有正在沈迷於色情網站的脆奇怪獸，也發出了奇怪的低吟聲。
幻想成真（Fantasies Come True）
在公寓的另一個房間，洛德在寂寞中凝望著熟睡的尼克。他聽見尼克說著夢話，正在想是不是該把尼克叫醒，突然聽到尼克說：「洛德，我愛你。」不但如此，尼克還要他把衣服脫掉。他又驚又喜，這些日子以來，自己偷偷的愛戀著尼克，總以為自己永遠無法得到尼克，沒想到這些原本只能是幻想的情形，竟然真的發生在自己的床上！看來，美夢確實是可以實現的！場景轉到凱蒂與普林斯頓這邊，激情過後的凱蒂表達了自己對普林斯頓的情意，換得了一枚幸運的銅板，因為普林斯頓也同樣的愛她，希望自己珍藏多時的那枚幸運銅板，可以為凱蒂帶來好運。在愛情的歡愉中，凱蒂和洛德無比的欣慰，分別向自己的心上人許下永不分開的諾言，立志要實現彼此所有的夢想。就在這個時候，尼克搖醒了洛德，說是他又在說夢話了，看那個樣子，夢境想必非常愉快。洛德這才知道，原來剛才的那一切，只不過又是另一場虛幻的美夢。
住在加拿大的女朋友（My Girlfriend, Who Lives in Canada）
第二天，凱蒂由於昨日的激情，根本爬不起床上班，以至於幼稚園的工作沒了。普林斯頓安慰她，並邀請凱蒂一起參加布萊恩的婚禮。在布萊恩和聖誕夜婚宴上，尼克表示自己懷疑洛德是個同志，從旁聽到的洛德仍然不敢承認自己的性向，為了掩飾，他吹噓起自己住在加拿大的女朋友：她真的是太可愛了，好希望你們都能認識她。她住在溫哥華...。事後，由於無法繼續忍受尼克邋遢的生活習性，同時擔心自己越來越難以掩飾同志的事實，洛德把尼克逐出公寓，拒絕再讓他當自己的室友。婚禮之後，普林斯頓看到凱蒂接到捧花，忽然做了一個恐婚惡夢，仍然一事無成的普林斯頓，發覺自己已經忘記了生命的目標，因此決定與凱蒂分手
一線之隔（There's a Fine, Fine Line）
失戀又失業的凱蒂體認到「愛人」與「朋友」、「現實」與「偽裝」之間，其實只有一道非常細微的界線，偏偏你總是得到了自己已經全力付出之後，才會發覺那一切根本不值得你的努力。在「愛情」與「浪費時光」之間，其實只有一線之隔，還是趁早認清這個事實，繼續追求自己的理想吧！

### 第二幕
公寓外面的生活（There Is Life Outside Your Apartment）
普林斯頓跟凱蒂分手之後，轉眼幾個禮拜匆匆過去，他仍然一事無成，因此陷入一片恐慌之中，幾乎天天把自己關在屋裡。這天，布萊恩跑來敲他的房門，關心的問他怎麼回事，因為大家已經整整兩個禮拜沒有看到他了。普林斯頓表示，自己曾經去擔任臨時秘書的工作，但是卻因為接電話的時候語調太沮喪而遭到辭退，如今已經拖欠了兩個月的房租，變成卡奴，更糟的是，他仍然沒有找到生命的目標。布萊恩要他別再煩惱，鼓勵他出去尋歡作樂，因為在你的公寓外面，有著值得你追求的生活。外頭有太多好玩的事情，但除非你肯走出去，它不會自己來到你身旁，而且，誰知道呢？說不定你還會有豔遇呢！當普林斯頓仍然不想動的時候，公寓裡其他朋友們決定強迫他出去。就這樣，普林斯頓跟著大夥兒一起外出遊蕩，遇到有人開槍，有人想跳樓...，最後碰到了淫蕩的露西，在男生們的慫恿之下，決定帶露西回家共度春宵，脆奇怪獸也想要回家，到色情網站去找尋快樂。
你越愛一個人（The More You Ruv Someone）
帶著露西一起回家的普林斯頓，被凱蒂看見了。當然，凱蒂無比的難過。她問聖誕夜，為什麼人們不能好好的相處、彼此互相的愛戀呢？有著心理學位的聖誕夜充滿哲學意味的告訴她，「相處」跟「愛」，其實並不相同，有時候，你所愛的對象，偏偏正好就是你最憎恨的人。你越愛一個人，你就越會想要把他殺了，你越愛一個人，他越會讓你哭泣。你越愛一個人，他越會使你瘋狂，你越愛一個人，你越會希望他死掉。愛與恨，就像是兩兄弟一起出去約會，他們如影隨形，當你邀請愛情來到的時候，悲傷也會緊緊相隨。聖誕夜的這番話，讓凱蒂似乎有了些領悟，於是她寫了一封信給普林斯頓，要求他到帝國大廈的頂樓相見。只可惜，普林斯頓並沒有看見那封信，因為信被露西攔截下來，而且撕毀了。
幸災樂禍（Schadenfreude）
被洛德逐出公寓的尼克，由於他沒有工作、也沒有收入，顯然必須流落街頭，因此他請求蓋瑞幫忙，沒想到蓋瑞拒絕了，並且解釋著「幸災樂禍」的概念。人人都喜歡幸災樂禍，他可不是唯一這樣的人，雖然這樣確實不對，但這就是人類的天性。難道你從來不曾看見一個女服務生摔倒、打破了一整盤玻璃杯，而快樂的拍手叫好嗎？看到溜冰的人摔個狗吃屎，豈不是很有趣嗎？舒舒服服的坐在屋裡，看著外面的人被大雨淋成落湯雞，不是會讓你覺得自己很幸運嗎？正因為我們可以把快樂建築在別人的痛苦上，這個世界才會變得如此的愉快，所以，他當然不能錯過欣賞尼克落難的大好機會！
好希望能夠重新回到大學（I Wish I Could Go Back to College）
約普林斯頓相見的凱蒂，按照時間來到帝國大廈頂樓癡癡的等待著，當然，根本沒有看到那封信的普林斯頓始終沒有出現，因此她悲傷的把普林斯頓給她的幸運銅板丟了下去，正好擊中了在102層高樓底下的馬路上經過的露西，砸破了露西的腦袋。失戀的凱蒂嘆息著，好希望能夠重新回到大學時代那些單純的歲月。而在這個同時，尼克與普林斯頓也發出了相同的嘆息。尼克但願自己能夠重新住在大學宿舍，有著穩定的三餐，普林斯頓也希望恢復大學生的生活，至少你會知道自己是誰，會有著美好的憧憬。問題是，現在他們要如何才能回到過去呢？他們連自己是什麼人都已經不知道了。如今想想，真後悔當初沒有多拍一些照片，而尼克最後說，假如真的回到大學去，看到其他人都比自己年輕那麼多，覺得自己好像是個笨蛋。
金錢歌（The Money Song）
無家可歸的尼克，站在街頭乞討，正好碰見了普林斯頓，於是要求普林斯頓施捨一個銅板，說是幫助別人可以使他與上帝更接近。普林斯頓表示自己沒有零錢，尼克說，那就給我一塊錢好了。當普林斯頓連忙拒絕的時候，尼克又說，那就給我五塊錢吧！因為，你付出越多，得到的也就越多，那就是活著的意義，換做是耶穌，他就會給我一個銅板，那麼為什麼你不肯呢？普林斯頓被說得啞口無言，只好掏出一點錢給尼克。突然，他有了一種異樣的感覺，發現自己在慷慨施捨之後，竟然覺得非常愉快，彷彿整個人煥然一新，原來幫助別人是這麼快樂的一件事！這些日子以來，自己始終都只是在想著「我，我，我」，結果如何呢？他發現自己應該開始為別人做些事情。他想到了凱蒂一心想要創辦的怪獸學校，因此決定伸出援手。他還要尼克捐出乞討所得。不但如此，他還回到公寓，邀集大家一起幫忙籌措經費。
怪獸學校（School for Monsters）
為了幫助凱蒂實現理想，公寓裡所有的朋友們都熱情的參與。布萊恩與聖誕夜把大家送的結婚禮物變賣，捐出了兩千元，小氣的蓋瑞也解囊相助，捐了十五元。由於大家的能力畢竟有限，於是他們又進而到外面去向更多的人（觀眾）募集善款。只是，他們努力的結果，還是差了很多。突然，他們想到還有脆奇怪獸沒有捐錢。脆奇怪獸起先還不想理睬他們，聽說大家的目的是幫助凱蒂籌設一所怪獸學校的時候，深受感動，因為他小時候也常被歧視，最後在他非常大方的一口氣捐出經營色情網站所得的一千萬元之後，終於圓滿的達成了目標。
金錢歌；一線之隔（重複）（The Money Song；There's a Fine, Fine Line（Reprise））
大夥兒把募集得來的經費，交給了凱蒂，讓凱蒂又驚又喜。起初，她還以為這個募款的活動是由聖誕夜發起的，當聖誕夜告訴她，說這一切的開始，都是因為普林斯頓，她感動又欣慰，開始忙碌的動手規劃自己理想中的學校，普林斯頓則自告奮勇的願意奉獻所學，給予教學方面的協助，而洛德也在這個時候勇敢的出櫃，他請尼克搬回公寓，而為了報答，尼克幫洛德找到了一個看起來跟他自己很像的男朋友黎克。至於凱蒂呢，則因為受到了普林斯頓的熱情感動，同意兩人重新開始。
英語系學士能趕嘛（重複）？；活在當下（What Do You Do With a B.A. in English?（Reprise）；For Now）
不久，另外一個剛剛離開校園的年輕人也來到了Q大道，嘆息著自己是個一無用處的書生。看到那個年輕人的徬徨，普林斯頓終於找到了自己人生的目標：他決定編寫一齣描述如何在掙扎中度過二十多歲階段的戲。只是，大家都認為這個主意並不高明。看見他的傷感與挫折，朋友們一起安慰他，並且告訴他，生命中的一切，不論是好是壞，都只是短暫的，只要快樂的活在當下，又何必計較太多呢？而這個故事也就這樣結束了。

## 各地製作
- 這齣戲首演於2003年3月，外百老匯的Vineyard戲院 ，接下來在同年七月三十一日移至百老匯的約翰黃金戲院（英语：John Golden Theatre）演出，直到目前仍然繼續演出中。這個製作的導演是約翰摩爾（英语：Jason Moore） ，編舞是肯羅伯森（英语：Ken Roberson），布偶設計及製作者是Rick Lyon。 這個版本也出版了原聲帶專輯。
- 拉斯維加斯製作是本劇第二個製作，在2005年9月8日 Wynn Las Vegas旅館演出。部份曲目伴奏做了一些變動，在後期的演出中，全劇被刪減到九十分中左右。這個製作於2006年5 月28日結束。
- 倫敦製作首演於2006年6月28日，位於倫敦西區的诺埃尔·科沃德剧院演出，製作人是柯邁隆·麥金塔直到目前仍然在持續演出。倫敦版的海報標誌略有不同，似乎參考了紐約地鐵的標誌。另外，由於英國人可能不熟悉蓋瑞寇曼這位童星，所以台詞變成了「蓋瑞，那個電視童星」。
- 北美巡迴演出的首站是加州聖地牙哥，時間是2007年6月30日。
- 在斯德哥爾摩則於2007年2月16日，演出了本劇第一個外語製作。
- 中文版業已有廣東語和普通話兩個版本，於2015年中國上海（由於反應熱烈，後更在當地加開免費公益演出2場)、2013年香港首演。香港版採用譯名「Q畸大道」，上海版則為「Q大道」。

### 高中演出版
一分與原版有些微改動的版本，目的是能夠給高中學校的戲劇班演出。其中的改動是：
- 歌詞內大部分（或者是全部）的粗言穢語都被移除。
- 〈住在加拿大的女朋友〉和〈做愛時，越大聲越好〉兩首歌由於兒童不宜的題材，被完全刪除。
- 〈網際網路是為了色情而存在的〉被〈社交生活在網上〉（Social Life Is Online）一曲取代。
- 脆奇怪獸沉迷色情網站的本性被沉迷社交網站的本性取代。
- 提蘇蹄娃女士和露西蕩婦兩個角色的名字均帶有色情字眼，所以被改成畢斯女士（Mrs. Butz）和露西（Lucy）
- 壞點子熊關於酒精的提議被刪減。

## 榮譽與獎項
- 2004年 東尼獎最佳音樂劇
- 2004年 東尼獎最佳音樂劇編劇
- 2004年 最佳音樂劇詞曲